# Andreas Nielsen
Andreas Nielsen, född 17 september 1975 i Tidaholm, Skaraborgs län, är en svensk frikyrkoledare. Han är grundare, pastor och föreståndare för Hillsong Church Stockholm. 
Nielsen var tidigare pastor och informationsansvarig för Stockholm Karisma Center. Då denna kyrka förklarades i konkurs 2005 lämnades dess medlemmar utan församling. Mot bakgrund av sin relation till Hillsong Churchs grundare, pastor Brian Houston så frågade Andreas Nielsen om råd. Houston föreslog att en Hillsong-kyrka skulle startas i Stockholm, Sverige. I detta uppdrag startade Andreas Nielsen en bönegrupp som efter ett års tid resulterade i att bli en kyrka, 2006. Den nystartade kyrkan hette då Passion Church men blev 2009 förklarad som en del av Hillsong-organisationen och bytte namn till Hillsong Church Stockholm.
2014 anslöt sig pingstkyrkan Hope Church i Arlandastad, för att bli en del av Hillsong Church Stockholm. Detta resulterade i en kyrka på två platser: Hillsong Stockholm Norra och Hillsong Stockholm City.
Vidare år 2016 anslöt även SödertäljeKyrkan i Södertälje till att bli Hillsong Stockholm Södra. Kyrkan blev då expanderad som en kyrka på tre platser.
2017 klev även Connect Church, Göteborg, Jönköping och Örebro in i Hillsong Church Sweden. De hade under en tid varit del av Hillsong Familjen. 
Ett av kyrkans mål är att "vara en kyrka som förvandlar en nation".
I maj 2023 blev Nielsen invald i Hillsongs globala styrelse 